# دهستان بالاخیابان لیتکوه
بالاخیابان لیتکوه، دهستانی است از توابع  بخش مرکزی شهرستان آمل در استان مازندران ایران.

## جمعیت
بر اساس سرشماری سال ۱۳۸۵جمعیت آن ۲۲۱۷۱ نفر (۵۵۳۳ خانوار) بوده‌است.